# Назарова, Евгения Геннадьевна
Евгения Геннадьевна Назарова (в девичестве Запорожская, 25 ноября 1967) — российская футболистка.

## Достижения
Чемпионат России
- Бронзовый призёр: 1994

## Клубная статистика
| Выступление      | Выступление      | Выступление      | Лига | Лига | Кубок | Кубок | Итого | Итого |
| Клуб             | Лига             | Сезон            | Игры | Голы | Игры  | Голы  | Игры  | Голы  |
| ---------------- | ---------------- | ---------------- | ---- | ---- | ----- | ----- | ----- | ----- |
| Калужанка        | вторая           | 1991             | 9    | 0    | —     | —     | 9     | 0     |
| Калужанка        | первая           | 1992             | 24   | 0    | —     | —     | 24    | 0     |
| Калужанка        | высшая           | 1993             | 15   | 0    | 1     | 0     | 16    | 0     |
| Калужанка        | высшая           | 1994             | 2    | 0    | —     | —     | 2     | 0     |
| Калужанка        | высшая           | 1995             | 16   | 0    | 1     | 0     | 17    | 0     |
| Калужанка        | Итого            | Итого            | 66   | 0    | 2     | 0     | 68    | 0     |
| Всего за карьеру | Всего за карьеру | Всего за карьеру | 66   | 0    | 2     | 0     | 68    | 0     |